# Picos
Picos este un oraș în Piauí (PI), Brazilia.